# François Tisseau
Pas d'image ? Cliquez ici

a Compétitions nationales et continentales officielles uniquement.

Dernière mise à jour le 14 avril 2020.
François Tisseau, né le 25 novembre 1983 à Cholet (Maine-et-Loire), est un joueur professionnel français de rugby à XV qui joue au poste de deuxième ligne.

## Biographie
Il a commencé à jouer a rugby à l'âge de 10 ans à Cholet, jusqu'en fédérale 3. 
Après une année passée à Langon en fédérale 2, il fut repéré par le centre de formation de Bordeaux qu'il rejoignait la saison suivante. 
Il effectua son premier match professionnel le 13 novembre 2005, à tout juste 23 ans, contre Dax. Parti ensuite à Albi, il est de retour à Bordeaux en 2011 où il joue de nouveau 2 ans en Top14. En 2013, il rejoint l'US Carcassonne.

## Carrière
- 2003-2004 : Cholet en fédérale 3
- 2004-2005 : Stade langonnais en fédérale 2
- 2005-2008 : Union Bordeaux Bègles (Pro D2)
- 2008-2011 : SC Albi (Pro D2 et Top 14)
- 2011-2013 : Union Bordeaux Bègles (Top 14)
- 2013- : US Carcassonne (Pro D2)